# یونس بنگلون
یونس بنگلون (انگلیسی: Youness Bengelloun؛ زادهٔ ۳ ژانویهٔ ۱۹۸۳) بازیکن فوتبال اهل فرانسه است.
از باشگاه‌هایی که در آن بازی کرده‌است می‌توان به باشگاه فوتبال دپورتیوو آلاوس، باشگاه فوتبال گوآ، باشگاه فوتبال زسکا صوفیه، باشگاه فوتبال پاری سن ژرمن، باشگاه فوتبال ستاره سرخ، و باشگاه ورزشی آمیان اشاره کرد.